# Laudun-l’Ardoise
Laudun-l’Ardoise – miejscowość i gmina we Francji, w regionie Oksytania, w departamencie Gard.
Według danych na rok 1990 gminę zamieszkiwało 4408 osób, a gęstość zaludnienia wynosiła 129 osób/km² (wśród 1545 gmin Langwedocji-Roussillon Laudun plasuje się na 76. miejscu pod względem liczby ludności, natomiast pod względem powierzchni na miejscu 141.).